# Article 52 de la Constitution de la Cinquième République française
Article 51 Article 53
L'article 52 de la Constitution de la Cinquième République française traite de l'action du Président de la République au sujet des traités internationaux. Cet article est entré en vigueur le 1er mars 2009.

## Texte
« Le Président de la République négocie et ratifie les traités.

Il est informé de toute négociation tendant à la conclusion d'un accord international non soumis à ratification. »
— Article 52 de la Constitution du 4 octobre 1958

## Contenu
L'article 52 de la Constitution du 4 octobre 1958 en ouvre le titre VI (« Des traités et accords internationaux »). Il est en vigueur depuis le 5 octobre 1958,. Il succède au premier alinéa de l'article 31 de la Constitution du 27 octobre 1946 aux termes duquel : « Le président de la République est tenu informé des négociations internationales. Il signe et ratifie les traités. ».
Au cours de l'élaboration de la Constitution du 4 octobre 1958, la présentation de l'article 52 au Comité consultatif constitutionnel n'a soulevé aucun débat.
Le premier alinéa de l'article 52 reprend la première phrase du premier alinéa de l'article 8 de la loi constitutionnelle du 16 juillet 1875, sur les rapports des pouvoirs publics (« Le Président de la République négocie et ratifie les traités. (...) »),. La coutume politique de la Troisième République avait cependant conduit à une marginalisation du président de la République, et l'article n'était en réalité que symbolique. La capacité du chef de l'Etat à ratifier les traités sans passer par un organe législatif provient d'une tradition d'Ancien régime.
Cet article confère au président de la République un rôle de premier plan en termes de relations internationales.
Contrairement à l'alinéa premier de l'article 31 de la Constitution du 27 octobre 1946, la Constitution du 4 octobre 1958 ne précise pas quelle est l'autorité compétente pour signer un traité ou un accord international.

## Pratique

### Notion de traité
Comme le rappelle la circulaire du 30 mai 1997, l'article 52 désigne par le terme « traités » les « accords (internationaux) dits en forme solennelle ».

### Choix de conclure un traité
Comme le rappelle la circulaire précitée, le choix de conclure d'un traité , accord international en forme solennelle, est, en principe, libre et « se fait en fonction des précédents, de la nécessité qu'a l'État étranger d'adopter cette forme (solennelle) en raison de son droit interne ou de considérations politiques qui conduisent à donner une plus grande solennité à l'engagement ». Tout au plus l'article 53 de la Constitution du 4 octobre 1958 exige-t-il la forme solennelle pour deux cas : les traités de paix, d'une part, et les traités de commerce, d'autre part.
Pour le Conseil d'État, le choix entre la conclusion d'un traité et celle d'un accord international est un acte de gouvernement

### Négociation
Le Président de la République n'a pas l'obligation de mener lui-même la négociation d'un traité. Il peut établir un acte, dit lettre de pleins pouvoirs, afin d'habiliter un représentant à négocier en son nom. Le titulaire des pleins pouvoirs est dit plénipotentiaire.

### Signature
La Constitution du 4 octobre 1958 ne précise pas quelle est l'autorité compétente pour signer un traité ou une autre accord international. En pratique, il s'agit de l'autorité au nom de laquelle l'accord a été négocié.

### Ratification
La ratification d'un traité international est une prérogative du Président de la République que l'article 19 de la Constitution du 4 octobre 1958 ne dispense pas de contreseing. La circulaire du 30 mai 1997 dispose que « l'instrument de ratification est un acte signé par le Président de la République (...) et contresigné par le Premier ministre et par le ministre des Affaires étrangères » ; s'y ajoute, le cas échéant, le contreseing « des ministres responsables ».
La ratification a gardé la forme des lettres patentes de l'ancien droit monarchique. Elles consistent en une lettre ouverte, sur papier fileté or cadre rouge. Elles comportent une adresse au nom du Président de la République : « [prénom et nom], Président de la République, À tous ceux qui ces présentes lettres verront, Salut. ». Dans le dispositif, le Président de la République s'exprime à la première personne du pluriel, employant ainsi le pluriel de majesté.